# Pentobarbital
Pentobarbital, ook bekend onder de Amerikaanse handelsnaam Nembutal, is een barbituraat dat vroeger als slaapmiddel werd gebruikt. Vanwege het gebruik voor zelfdoding is het in de jaren tachtig van de twintigste eeuw in Nederland uit de handel genomen. Voor epilepsie is een ander barbituraat in gebruik: fenobarbital. Voor hulp bij zelfdoding en voor euthanasie wordt nu het barbituraat thiopental gebruikt. In de diergeneeskunde wordt pentobarbital gebruikt als euthanaticum voor dieren.
Pentobarbital valt onder internationale verdragen voor verslavende middelen, die ook door Nederland zijn ondertekend. Daarom mag pentobarbital niet vervoerd worden, niet getest worden in een laboratorium en men mag het niet in bezit hebben, tenzij door de overheid ontheffing is verleend. Pentobarbital wordt desondanks geïmporteerd uit landen als Mexico en China en gebruikt voor zelfeuthanasie.
Het middel wordt sinds 2011 in de Verenigde Staten ook gebruikt bij het uitvoeren van executies, nadat het analoog werkende thiopental door een exportverbod vanuit Europa werd getroffen. Dit gebruik moest worden gestaakt omdat de producent niet langer wilde dat het middel werd gebruikt voor dit doel.
In 2024 waarschuwt de Coöperatie Laatste Wil en ook Exit International dat veel websites die aangeven het middel te leveren onbetrouwbaar zijn.
- Gemeinsame Normdatei: 4173704-0
- Library of Congress Control Number: sh85099645
- Nationale Bibliotheek van Israël: 987007533820505171